# Saint-Ythaire
Saint-Ythaire – miejscowość i gmina we Francji, w regionie Burgundia-Franche-Comté, w departamencie Saona i Loara.
Według danych na rok 1990 gminę zamieszkiwało 145 osób, a gęstość zaludnienia wynosiła 16 osób/km² (wśród 2044 gmin Burgundii Saint-Ythaire plasuje się na 766. miejscu pod względem liczby ludności, natomiast pod względem powierzchni na 986. miejscu).